# Extreme canoe slalom
Extreme canoe slalom (CSLX, "Ekstrem kanoslalom") er en disciplin inden for kano og kajak-sporten, hvor man bruger en speciel kanotype. I sporten kæmper fire roere side om side om at komme først over målstregen på uroligt vand.

## Forløb
Et løb har fire deltagere, der padler i identiske både. Løbet indledes med, at deltagerne glider ned fra en rampe to meter over vandet. Derpå skal igennem et antal porte, markeret med bøjer, og i den forbindelse padle både med og mod strømmen. Et element i et løb er desuden, at hver deltager skal foretage et grønlænderrul. Løbet er ikke længere, end at de fleste deltagere gennemfører det på omkring et minut. 
Der er flere muligheder for at blive diskvalificeret i løbet: Tyvstart, ikke at komme gennem en port, berøring af konkurrenters både med hånd og/eller pagaj og manglende gennemførelse af grønlænderrullet på den angivne strækning.

## Historie
Extreme canoe slalom er en ret ny disciplin. Der er rapporteret om løb i Tyskland i 2013, og disciplinen kom på International Canoe Federations (ICF) løbsliste i 2015. ICF har i 2020 valgt at indstille til IOC, at disciplinen kommer på det olympiske program til OL 2024. Det vil i givet fald være på bekostning af andre, traditionelle kano og kajak-discipliner.
Disciplinen hører under de såkaldte foskajakdiscipliner, der ikke dyrkes i stort omfang i Danmark, da der ikke i landet er egnede vandløb med så uroligt vand, som der er behov for. Derfor vil danske udøvere af disciplinen være nødt til at tage til lande med bedre forhold, fx elve i Norge/Sverige eller floder i alpeegne.